# Regionalpark Rhein-Main

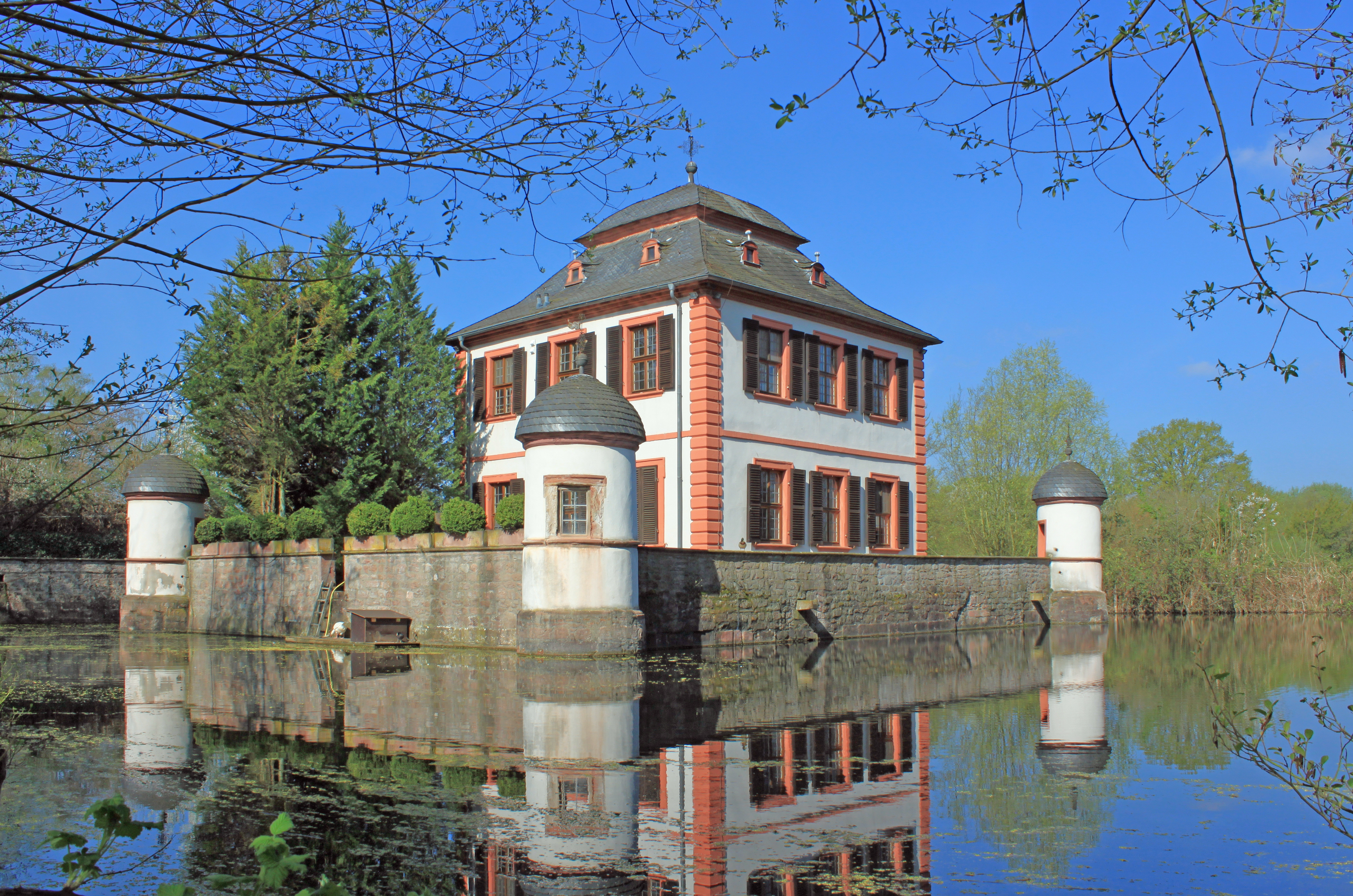
Die Wasserburg in Seligenstadt ist Teil des Regionalparks Rhein-Main.

Der Regionalpark Rhein-Main ist ein Netz aus parkartig oder naturnah gestalteten Wegen und Grünflächen im Rhein-Main-Gebiet. Dieses seit dem Jahr 2011 schrittweise im Ausbau befindliche Netz soll die naturnahen Grünzüge zwischen den Siedlungen der Region verbinden und zur Freizeitnutzung für Wanderer und Radfahrer erschließen. Derzeit sind etwa 550 von 1000 Kilometern geplanter Regionalpark-Routen verwirklicht. Die Regionalpark-Rundroute mit einer Länge von 190 Kilometern ist der momentan längste Routenabschnitt.

## Ausdehnung
Kernstücke des Regionalparks sind der Frankfurter Grüngürtel sowie der „Grünring“ um Offenbach. Einzelne Projekte in seinem Rahmen befinden sich im Frankfurter und Offenbacher Stadtgebiet sowie in sämtlichen direkt an Frankfurt angrenzenden Landkreisen. Geplant ist, den Regionalpark auf eine Wegelänge von rund 1000 Kilometern auszuweiten. Dann sollen Hessisches Ried, Wetterau, Rheingau und Kinzigtal an das Routennetz angeschlossen sein. Der erste zusammenhängende Abschnitt ist ein 27 Kilometer langes Teilstück in einem „Pilotgebiet“ zwischen Hattersheim, Flörsheim und Hochheim. Weitere Wegestrecken liegen südlich des Mains zwischen Kelsterbach, Raunheim, Rüsselsheim, Nauheim und der Mainmündung, in den Gemarkungen von Bischofsheim und Ginsheim-Gustavsburg, sowie entlang der Hohen Straße im Osten Frankfurts. Neuere Regionalparkrouten sind die Nidda-Opelzoo-Route und die im September 2011 eingeweihte, 190 Kilometer umfassende Regionalpark-Rundroute. Im Jahr 2012 wurden die Niddaroute und die Ysenburgroute fertiggestellt und ausgeschildert. Im Jahr 2014 wurde die Route Hohe Straße bis nach Büdingen fortgeführt. Die Klimaroute verläuft entlang des Mainuferwegs zwischen Mühlheim und Kelsterbach.

## Geschichte
Die Überlegungen zur Schaffung eines Regionalparks begannen 1994 in der Verwaltung des Umlandverbands Frankfurt (heute Regionalverband FrankfurtRheinMain). Dieser gründete bereits ein Jahr später die erste Durchführungsgesellschaft (Regionalpark RheinMain Pilot gemeinnützige GmbH). Mit beteiligt waren die Stadt Hochheim und die Gesellschaft zur Rekultivierung der Kiesgrubenlandschaft Weilbach mbH (GRKW) und als deren Anteilseigner auch die Städte Flörsheim und Hattersheim. Diesem Pilotprojekt folgten weitere Gründungen von kommunalen Durchführungsgesellschaften in den beteiligten Kommunen, die das Projekt umsetzen.
Zur Koordination, Steuerung und Beschaffung von Finanzmitteln wurde 2003 die Dachgesellschaft Regionalpark Ballungsraum RheinMain gemeinnützige GmbH gegründet. Gesellschafter der Trägergesellschaft sind das Land Hessen, die Städte Wiesbaden, Frankfurt am Main, Offenbach, Hanau, Rüsselsheim am Main und Bad Homburg vor der Höhe sowie die Landkreise Main-Taunus-Kreis, Hochtaunuskreis, Rheingau-Taunus-Kreis, Wetteraukreis, Main-Kinzig-Kreis, Offenbach und Groß-Gerau sowie der Regionalverband FrankfurtRheinMain. Geschäftsführer ist Kjell Schmidt. Vorsitzende des Aufsichtsrates ist Claudia Jäger (CDU), Erste Kreisbeigeordnete des Kreises Offenbach. Ihr Stellvertreter ist Thomas Will (SPD), Landrat des Kreises Groß-Gerau. Das Stammkapital der Gesellschaft beträgt 187.500 Euro. Ihre Geschäftsstelle befindet sich in Flörsheim-Weilbach.
Im Jahr 2011 ist die Geschäftsstelle der Dachgesellschaft in das Regionalpark-Portal Weilbacher Kiesgruben umgezogen. Im September 2011 wurde die 190 Kilometer lange Regionalpark Rundroute eingeweiht. Seitdem wurde bis 2017 jährlich im September das Rundroutenfest veranstaltet, das unter einem wechselnden Motto stattfand.

## Konzept

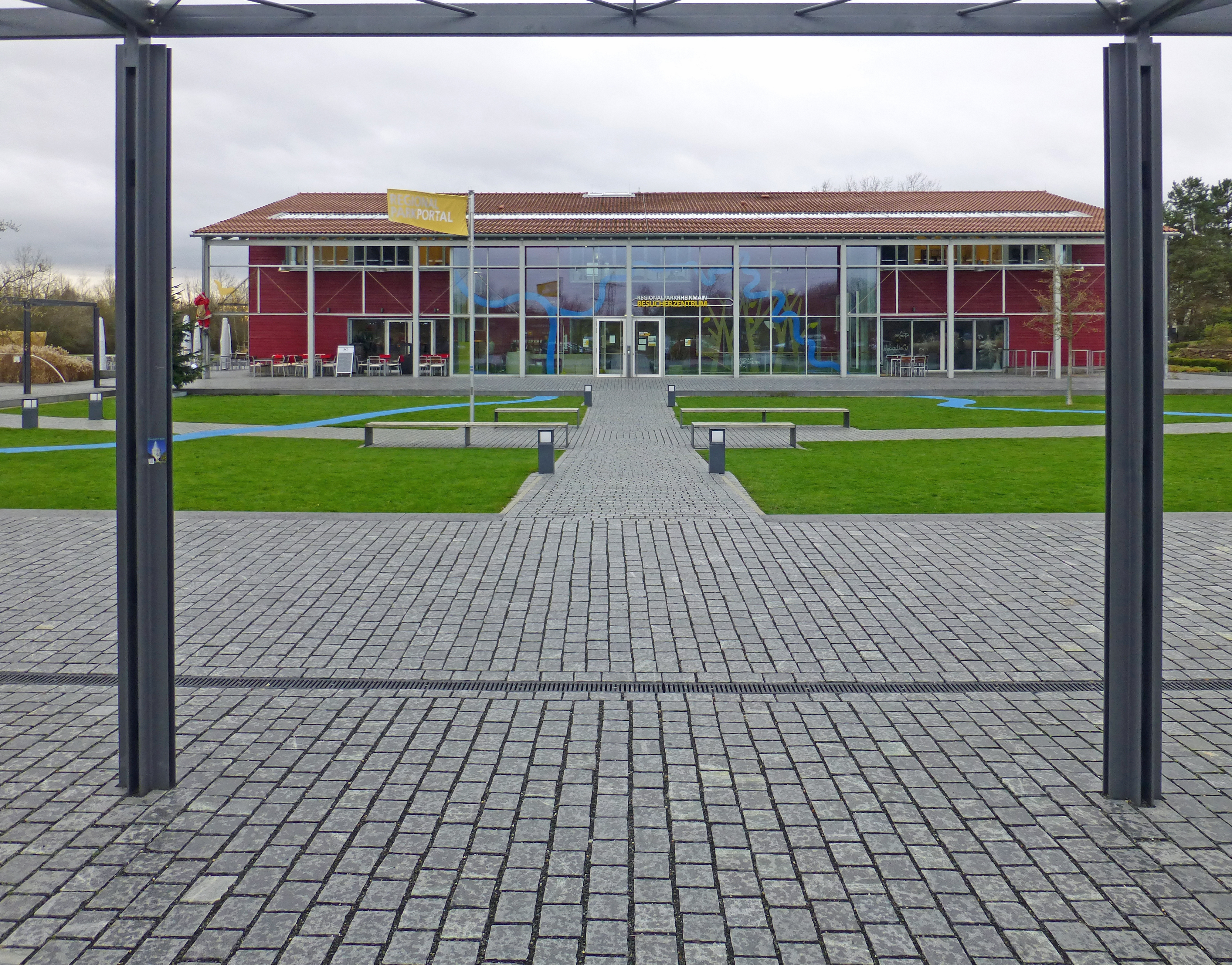
Besucherzentrum Regionalpark Rhein-Main

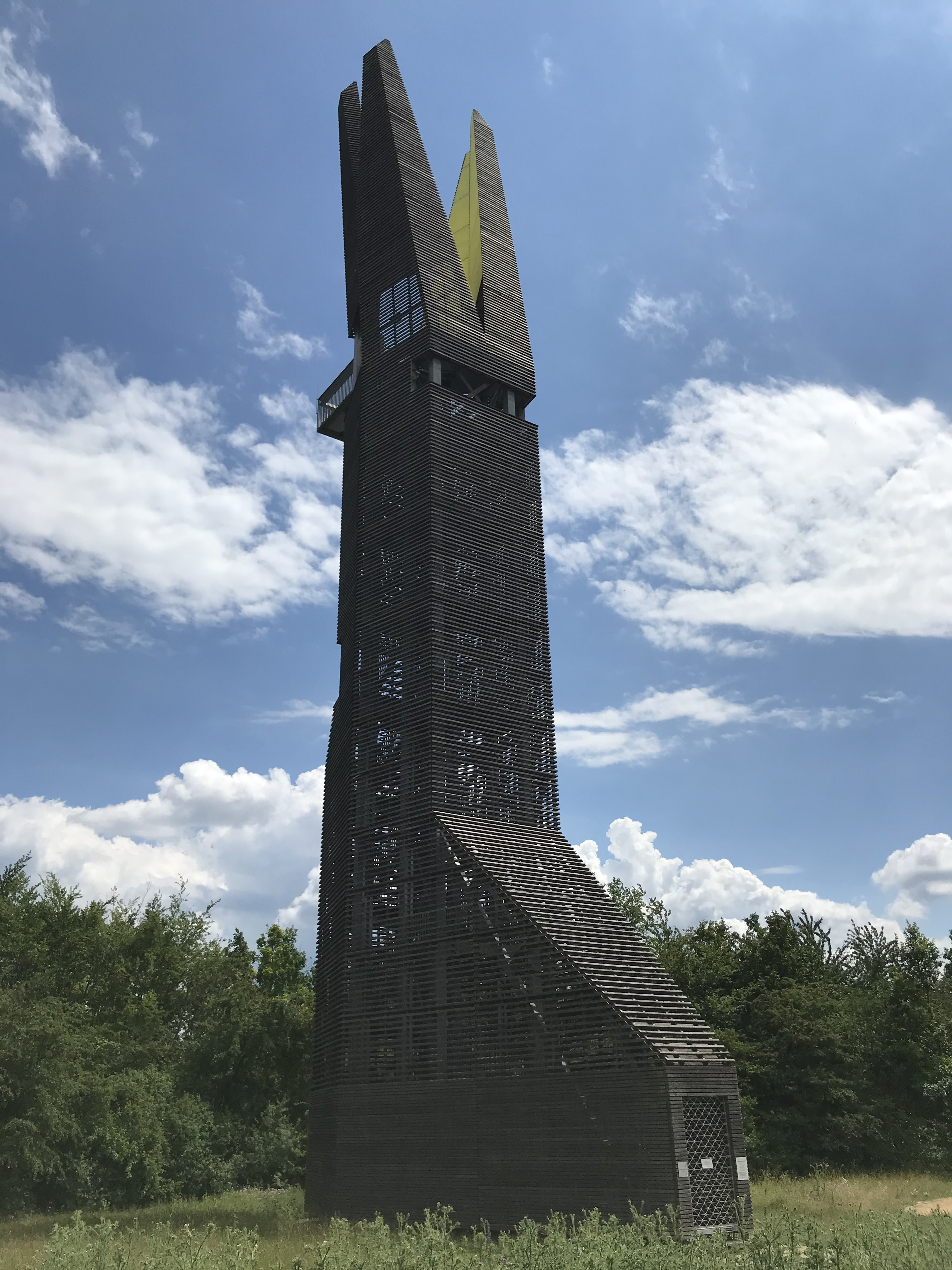
Regionalpark-Turm

Ziel des Regionalparks ist die Aufwertung des Rhein-Main-Gebietes als Wohnumfeld und als touristisches Ziel. Die Planer gehen davon aus, dass der Ballungsraum Rhein-Main im Vergleich zu anderen Großstadtgebieten Europas über einen besonders hohen Anteil nicht überbauter Naturflächen verfügt. Dieser Umstand soll durch den Regionalpark besser nutzbar gemacht werden. Zudem bietet das Anlegen von naturnahen Flächen im Rahmen des Regionalparks den beteiligten Kommunen die Möglichkeit, den gesetzlich vorgeschriebenen Ausgleich für den Flächenverbrauch an anderer Stelle zu schaffen. Die Finanzierung übernehmen die beteiligten Kommunen sowohl direkt als auch über kommunale Gesellschaften, die jeweils zur Verwirklichung des Regionalparks gegründet wurden. Weitere Geldgeber sind das Land Hessen und die Fraport AG. Einzelne Teilvorhaben erhalten zudem Geld von der EU sowie von Sponsoren. Nach Angaben der Regionalpark-GmbH hat Fraport aus seinem Umweltfonds seit 1997 rund acht Millionen Euro in den Regionalpark investiert.
Im Wesentlichen besteht das Vorhaben aus den Regionalpark-Routen, die im gesamten Regionalpark nach einem ähnlichen Muster angelegt werden sollen: Ein vorhandener Feldweg wird zu beiden Seiten von Wiesenstreifen sowie von Bäumen und Büschen begleitet. Im Abstand von mehreren hundert Metern sollen entweder parkähnliche Anpflanzungen oder naturnahe Flächen die Gestaltung ergänzen. Zudem sollen Naturschutzgebiete, ökologisch wertvolle Areale, Kunstwerke, Aussichtspunkte und historisch bedeutsame Orte in der Region vom Wegenetz erschlossen werden.
Außerdem erstellt die Regionalpark-Dachgesellschaft eine Reihe von Freizeitkarten zu den verschiedenen Routen und Regionen. Die Freizeitkarten können kostenfrei in den Besucherzentren und über die Geschäftsstelle bezogen werden. Folgende Freizeitkarten sind erhältlich:
- Freizeitkarte von Hattersheim über Flörsheim nach Hochheim
- Freizeitkarte Südlich des Mains, Teil 1
- Freizeitkarte Südlich des Mains, Teil 2
- Freizeitkarte Südlich des Mains, Teil 3
- Offenbach – Grünring vom Main zum Main
- Freizeitkarte Hohe Straße mit Limesroute und Ysenburgroute
- Freizeitkarte Niddaroute – Von der Mündung zur Quelle
- Die GrünGürtel Freizeitkarte (Hrsg.: Umweltamt, Stadt Frankfurt)
- Freizeitkarte Rundroute
- Rund um den Flughafen
- Freizeitkarte Taunushang
- Freizeitkarte Rheingau